# 구즈노 마사히로
구즈노 마사히로(일본어: 葛野 昌宏, 1975년 7월 2일~)는 일본의 축구 선수, 지도자이다.

## 구단 경력
1994년 J1리그의 벨마레 히라쓰카에 입단하였다. 1997년 알비렉스 니가타로 이적했다. 1999년부터 2006년까지 일본 풋볼 리그의 자트코와 사가와 인쇄에서 뛰었다.

## 지도자 경력
2014년부터 2017년까지 라인미어 아오모리에서 감독을 맡았다. 2018년 반라우레 하치노헤의 감독으로 취임하였다. 2021년부터 2022년까지 반라우레 하치노헤에서 감독을 맡았다.